# 라긴
라긴(고대 아일랜드어: Laigin, 아일랜드어: Laighin [ˈl̪ˠaːjɪnʲ])은 오늘날의 아일랜드 렌스터의 옛 이름이다. "렌스터"라는 지명은 아일랜드어 "라긴"에 노르드어로 "장소, 영토"를 의미하는 스타드(고대 노르드어: staðr)가 결합된 것이다. 라긴은 복수명사로, 이것이 지명보다는 종족명에 가까움을 시사한다.